# Dodge Charger
La Dodge Charger è un'autovettura full-size (fino al 1987 era mid-size) costruita dalla casa automobilistica statunitense Dodge in varie serie dal 1966 ed appartenente alla categoria delle cosiddette "muscle car". 
La prima serie è stata in produzione dal 1966 al 1978, la seconda dal 1981 al 1987, la terza dal 2005 al 22 dicembre 2023 e la quarta dal 5 marzo 2024.

## Storia e generazioni

### Dodge Charger I (1966-1978)

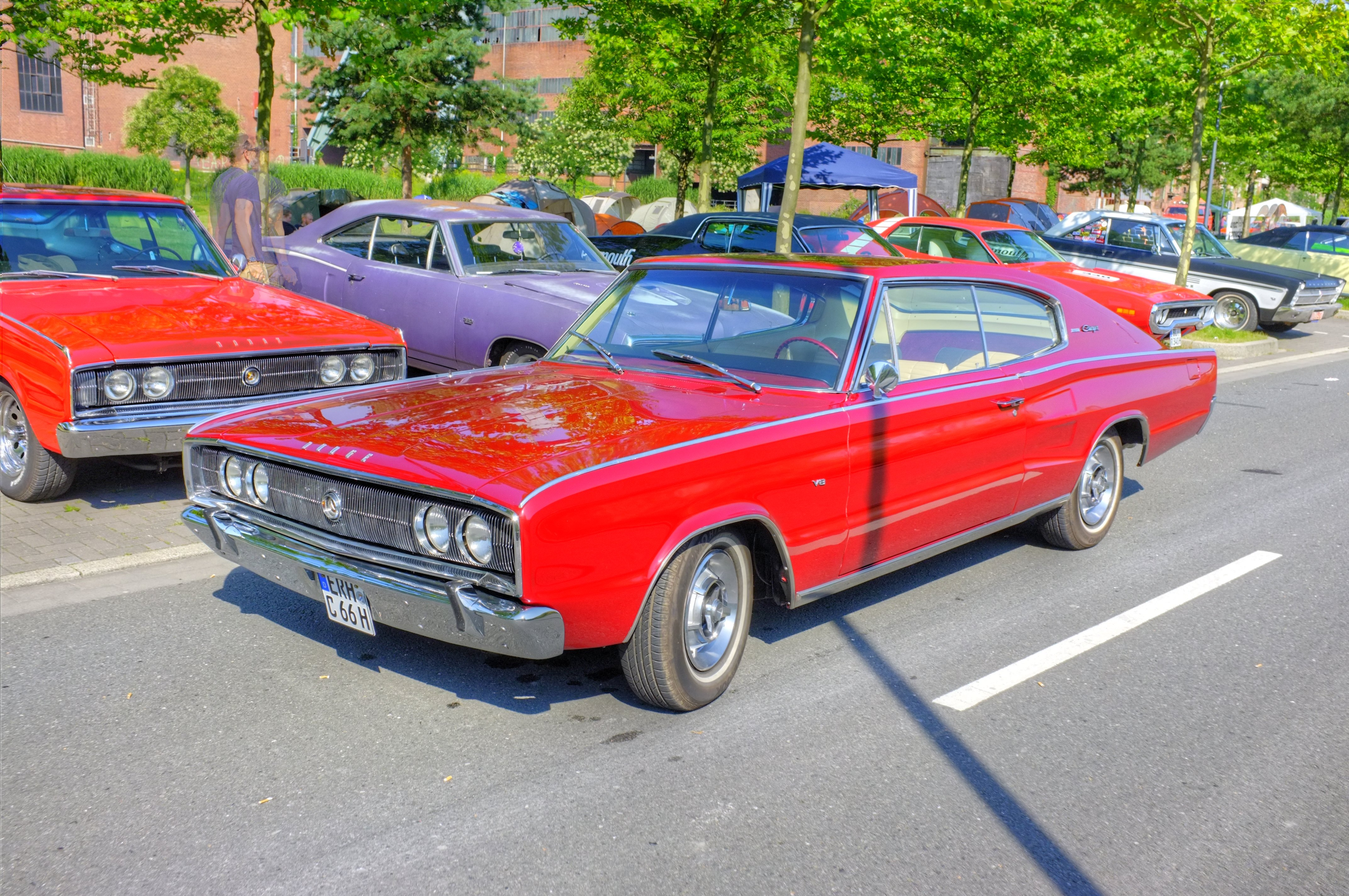
Dodge Charger del 1966

La prima generazione della Charger fu introdotto nel 1966. Presentava un design del corpo vettura del tipo coupé fastback a due porte, con abitacolo a quattro posti. La Charger condivideva le componenti con la Coronet, entrambe realizzate sulla piattaforma Chrysler B. Il motore di base era il V8 318 (da 5,2 litri) con cambio manuale a tre velocità. Erano disponibili anche motori più grandi e potenti come l'Hemi V8 426.
Nel 1968 venne profondamente rivista. Durante gli anni seguenti il modello ricevette svariate modifiche estetiche sia all'esterno e all'interno, tra cui: la griglia, luci posteriori arrotondate e fari a scomparsa. Nel 1968 furono introdotta una motorizzazione a 6 cilindri in linea da 3,7 litri. 
Di questa generazione Charger venne introdotta nel 1971 la terza serie, basata sulla medesima piattaforma ma migliorata per soddisfare le nuove normative sulle emissioni e sulla sicurezza. Era disponibile in sei diverse tipologie di carrozzeria. Durante il 1973 e il 1974 vennero modificati alcuni dettagli, tra cui la griglia, i fari e i finestrini laterali, 
Il nome Charger venne utilizzato anche in Brasile per un modello basato sulla Dart e prodotto dal 1971 al 80.
Nel 1975 subì una profonda rivisitazione sia estetica che meccanica.

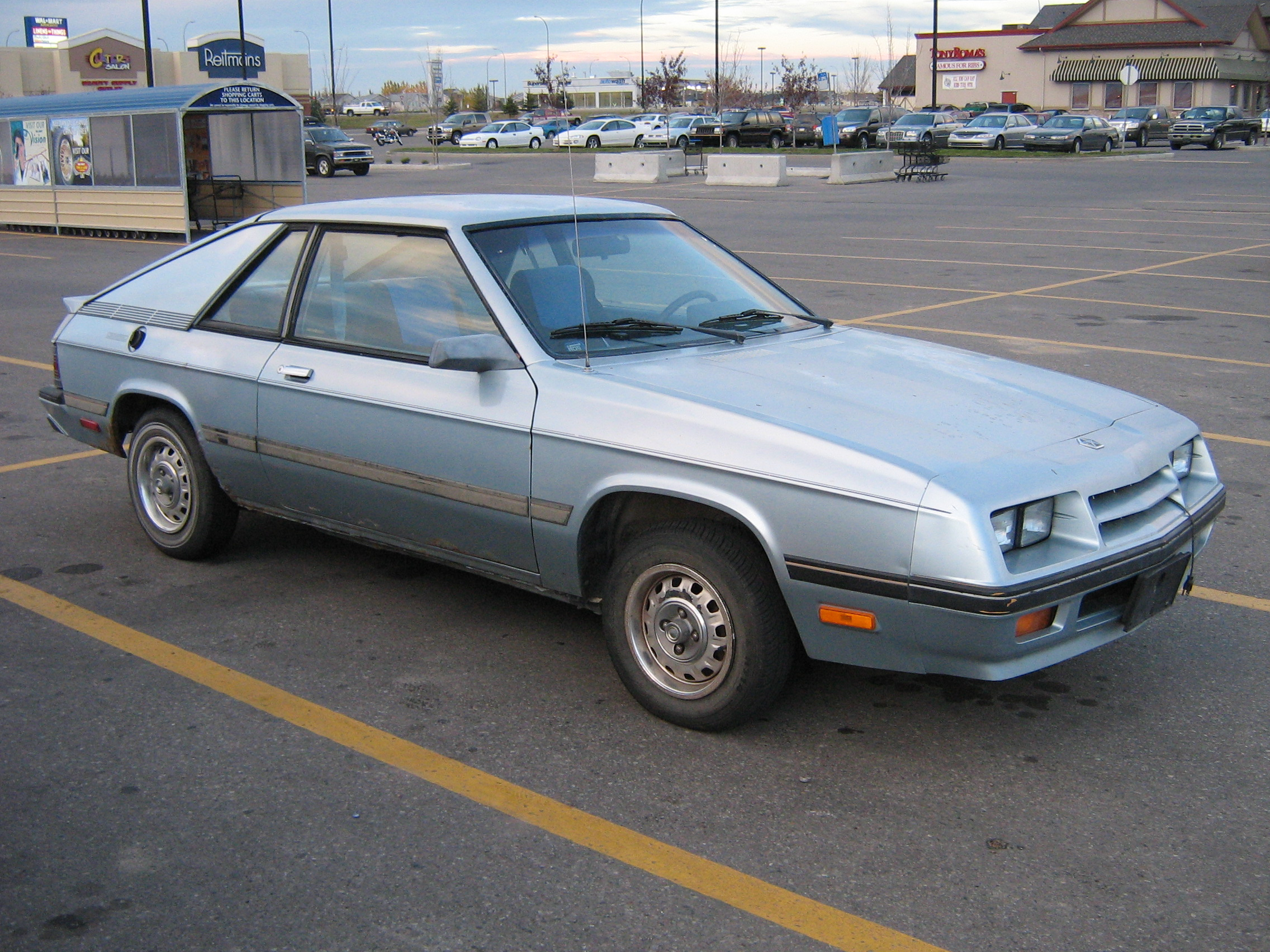
Dodge Charger del 1981

### Dodge Charger II (1981-1987)
Il nome Charger venne ripreso successivamente prodotta dal 1983 al 1987 era una coupé sportiva a due volumi a trazione anteriore basata sulla Dodge Omni (che riprendeva motorizzazioni di origine Volkswagen e Peugeot), ma non aveva più alcun legame con i modelli prodotti a cavallo tra gli anni 60 e 70.

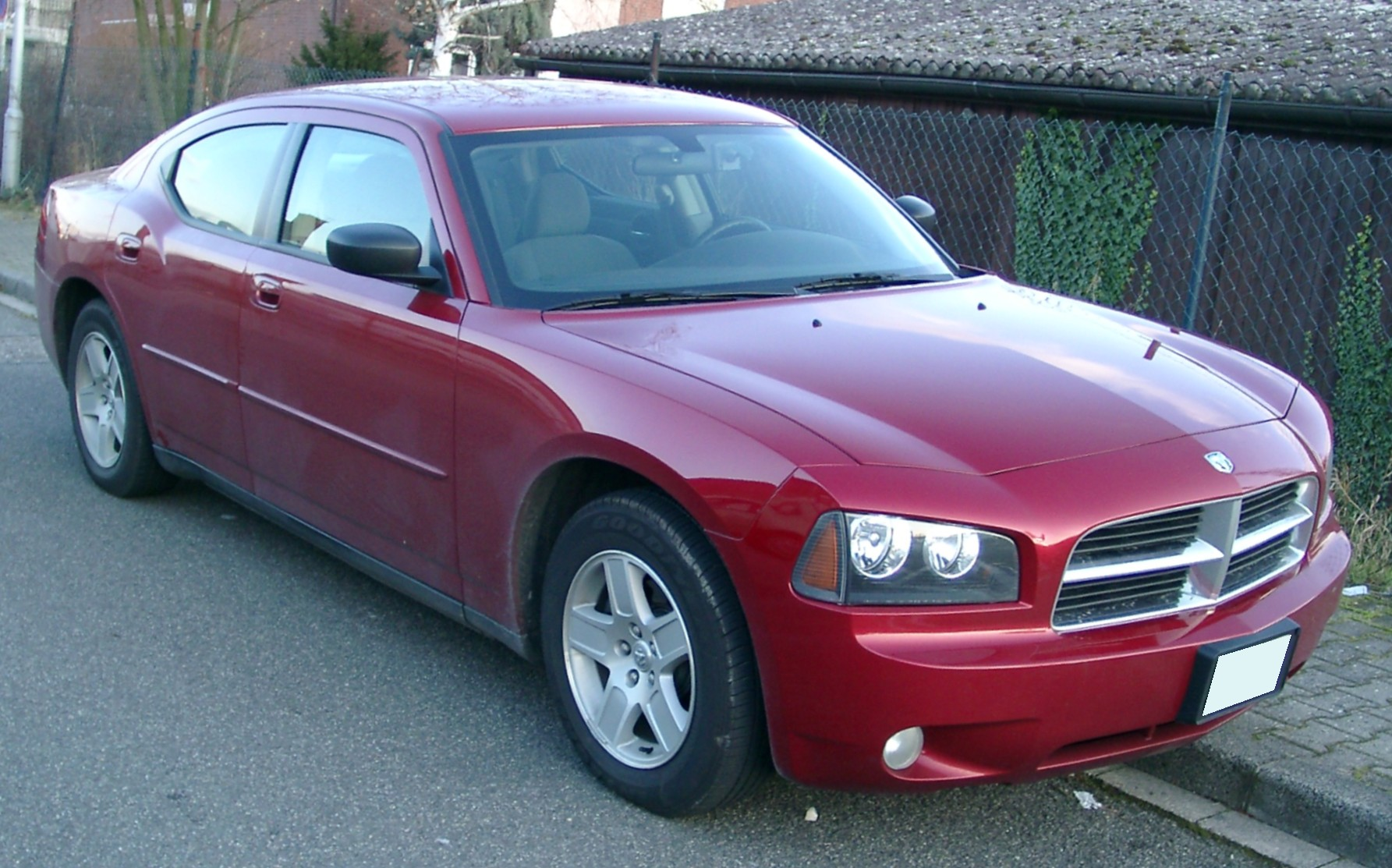
Dodge Charger del 2005

### Dodge Charger III (2005-2023)
Nel 2004 iniziò la pre-produzione prototipale di una nuova berlina a quattro porte di grandi dimensioni, che venne chiamata Charger riprendo il nome già usato negli anni 80. Questa generazione adotta nuovamente la trazione posteriore e il motore Hemi V8 (disponibile sulla versione R/T). Nel 2011 ne è stata presentata una nuova generazione.

### Dodge Charger IV (dal 2024)
Anticipata da una concept il 17 aprile 2022, la quarta generazione della Charger, denominata Charger EV, è stata svelata il 5 marzo 2024.

## Attività sportiva e versioni speciali

### La Charger 500 e la Daytona
Nel 1969 per partecipare al campionato NASCAR che vedeva la partecipazione delle Ford e le Mercury vennero costruite due Charger speciali. La Charger di serie non era una vettura molto affinata sul piano dell'aerodinamica da poter competere con la Ford Torino o la Mercury Cyclone. Il primo anno di produzione della 500 è stato il 1969. La Charger 500 manteneva l'aspetto di una Charger di serie. Le uniche modifiche erano costituite dalla chiusura del lunotto posteriore e dall'utilizzo della calandra più affusolata della Coronet del 1968. In questa nuova calandra i fari erano visibili e non più a scomparsa. Le strisce di bombo avevano la scritta 500 che permetteva di identificare questa nuova versione della vettura. Le modifiche apportate miglioravano l'aerodinamica della Charger. Per rispettare le regole di omologazione della serie NASCAR, che richiedevano un numero minimo di 500 esemplari prodotti che fossero disponibili nella normale rete di vendita, furono costruiti 503 esemplari della vettura. Due erano le motorizzazioni che potevano essere scelte. Di serie veniva montato il motore 440 Magnum mentre rimaneva come optional il 426 Hemi che fu scelto da 67 acquirenti. I risultati sportivi non furono però molto soddisfacenti e le vetture delle case concorrenti continuarono a sopravanzare la Charger.
La Dodge a questo punto non si fermò e ritornò alla galleria del vento dalla quale uscì una nuova vettura: la Charger Daytona. La Charger Daytona era caratterizzata da un muso affusolato, che aumentava di 45,7 cm (18 in) la lunghezza totale della vettura, e da una imponente ala posteriore sostenuta da due montanti laterali. L'ala, montata sopra il bagagliaio, era alta 58,4 cm (23 in). In questo modo si permetteva l'apertura del bagagliaio senza che questa e il portellone andassero a interferire tra di loro. Altre modifiche furono l'inserimento di prese d'aria rivolte all'indietro e inserite nei parafanghi. Queste prese d'aria dovevano fungere da sfogo per la pressione elevata che si accumulava nello spazio vuoto tra la ruota e il parafango alle alte velocità riducendo lo sfregamento dello pneumatico nelle curve strette. Su questa vettura furono utilizzati il cofano e i parafanghi del modello 1970 della Charger, che di lì a poco sarebbe stato presentato. Anche della Charger Daytona furono prodotti solo 503 esemplari.
Come per la 500 erano disponibili i motori 440 Magnum o 426 Hemi. Anche sulla Daytona erano presenti le strisce di bombo che potevano essere in colore bianco, nero o rosso. A metà della striscia era stampato il nome Daytona della versione. Le ali della vettura avevano lo stesso colore delle strisce.
Diversamente dalla Charger 500 la Daytona, e la cugina Superbee, si dimostrarono così veloci da dominare la stagione 1970 della NASCAR. Il dominio di queste vetture dotate di un'aerodinamica molto sviluppata fu però effimero. Nel 1971 i regolamenti della NASCAR cambiarono e per le wing car venne introdotto un limite nella cilindrata massima che passò da 7,0 a 5,0 litri.
La Charger Daytona è stata riproposta dal 2006 e al 2009, per poi venire reintrodotta nel 2013.